# Institution of Electrical Engineers
Institution of Electrical Engineers, IEE – brytyjska instytucja skupiająca ludzi zawodowo związanych z elektrycznością, elektroniką, przemysłem i informatyką, działająca w latach 1871–2006.
Instytucja założona została w roku 1871 jako Society of Telegraph Engineers, a w roku 2006 po połączeniu z Institution of Incorporated Engineers (IIE) przekształcona w Institution of Engineering and Technology (IET). Była to jedna z największych w Europie i na świecie organizacji skupiających inżynierów, licząca przed połączeniem 120 000 członków na całym świecie.